# Jan Van Cant
Jan Van Cant, właśc. Joannes Baptista Van Cant (ur. 20 listopada 1888 w Kessel-Lo, zm. 18 marca 1926 w Sint-Niklaas) – belgijski piłkarz grający na pozycji napastnika. Był reprezentantem Belgii.

## Kariera klubowa
Całą swoją karierę piłkarską Van Cant spędził w klubie RC Malines, w którym zadebiutował w 1910 roku i grał w nim do 1921 roku.

## Kariera reprezentacyjna
W reprezentacji Belgii Van Cant zadebiutował 20 lutego 1912 w wygranym 9:2 towarzyskim meczu ze Szwajcarią, rozegranym w Antwerpii i w debiucie strzelił 2 gole. Od 1912 do 1914 rozegrał w kadrze narodowej 10 meczów i strzelił 7 goli.